# Tómas Óli Garðarsson
Tómas Óli Garðarsson (25 ottobre 1993) è un ex calciatore islandese, di ruolo centrocampista.

## Carriera

### Club
Nella stagione 2010 ha giocato 2 partite in massima serie con la maglia del Breidablik. Nella stagione successiva le presenze nel massimo campionato sono 16, con un gol all'attivo. Gioca le due partite del secondo turno preliminare della Champions League 2011-2012 contro i norvegesi del Rosenborg e 5 partite nei preliminari di Europa League 2013-2014.
Nel 2015 passa al Valur, dopo una stagione viene ceduto in prestito al Leiknir, rientrato dal quale non rinnova il contratto e rimane svincolato.

### Nazionale
Esordisce in nazionale Under-21 a settembre 2010 in una partita di qualificazione agli europei contro il Kazakistan.